# Paedophryne verrucosa
Paedophryne verrucosa es una especie de anfibio anuro de la familia Microhylidae.

## Distribución geográfica

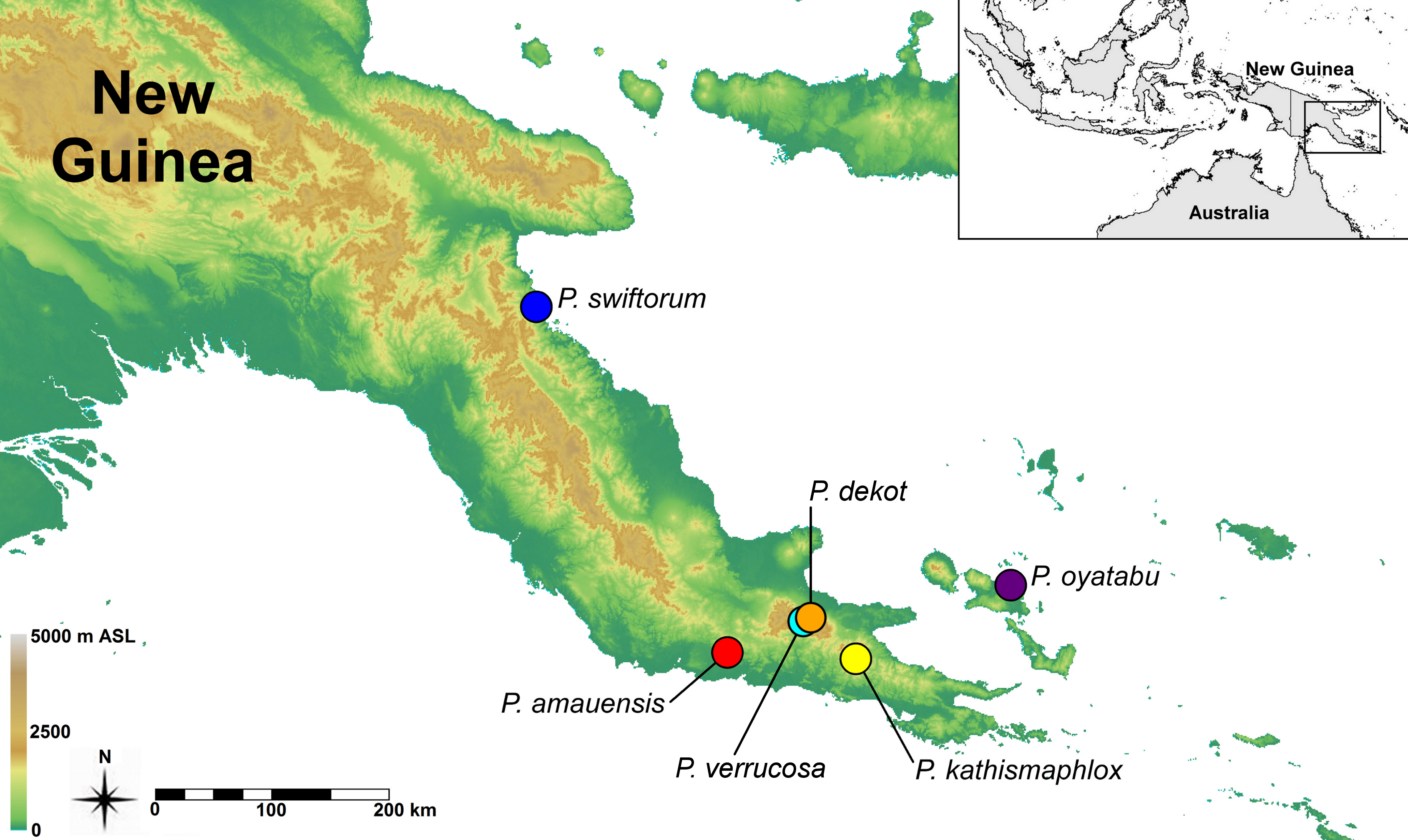
Punto azul claro: Sitio del descubrimiento de Paedophryne verrucosa.

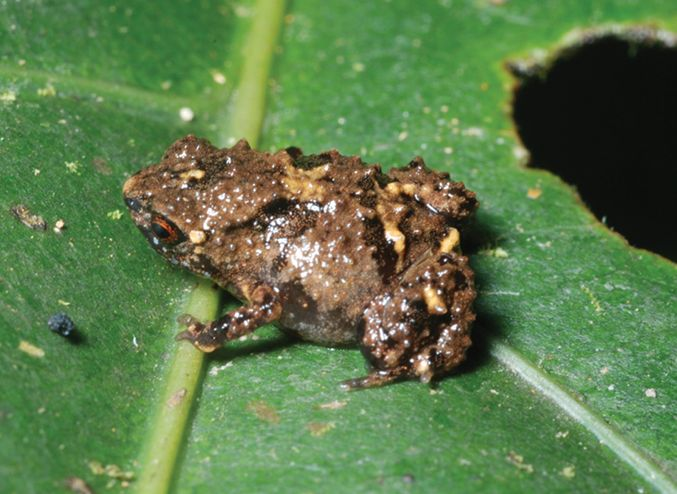
Paedophryne verrucosa.

Es endémica de Nueva Guinea, en la provincia de Milne Bay (Papúa Nueva Guinea).